# Шахтний навантажувально-дозувальний пристрій
Шахтний навантажувально-дозувальний пристрій (англ. mine loading and metering equipment; нім. Gruben-Lade- und -Dosiervorrichtung f) – комплекс механізмів для дозованого завантаження гірничої маси в скіпи і вагонетки. Встановлюється в підземній камері біля стовбура і забезпечує рівномірну роботу підіймальних установок. 
Особливість конструкції – наявність акумулюючого бункера і похилого або вертикального дозувального бункера (дозатора) із затвором (або живильником), що подає гірничу масу з першого у другий. Утворення дози за об’ємом проводиться різними способами. Один з них – застосування реле часу. Найпоширеніші дат-чики рівня (радіоізотопні, електронні і ін.), що дають імпульс на закриття затвора після заповнення дозатора гірною масою до рівня, відповідного об’єму дози. 